# Michael Bella
Michael Bella (* 29. září 1945, Duisburg) je bývalý německý fotbalista, který reprezentoval Západní Německo. Nastupoval především na postu obránce.
Se západoněmeckou reprezentací vyhrál mistrovství Evropy 1972, byť na závěrečném turnaji nenastoupil. V národním týmu odehrál 4 zápasy.
Celou svou kariéru strávil v německé Bundeslize, a to v jediném klubu - MSV Duisburg (1964-1978). V lize dosáhl s Duisburgem nejlepšího výsledku v sezóně 1977/78 - 6. místo. Celkem v první lize odehrál 405 utkání, v nichž vstřelil 13 branek. Dvakrát se s Duisburgem probojoval do finále německého poháru (1964/66, 1974/75).